# Louis-Virgile-Raoul du Saussay
Louis-Virgile-Raoul Vasse du Saussay, né le 22 mars 1846 à Paris et mort le 7 avril 1932 à Fondettes, est un homme politique français.

## Biographie
Petit-fils du général Virgile Schneider, Du Saussay est élève à l'école des Haras, sert comme lieutenant durant la guerre franco-allemande de 1870 et est promu capitaine adjudant-major en 1883.
Il est conseiller municipal et propriétaire du château des Tourelles à Fondettes. Bonapartiste et président du Comité de l'Appel au peuple, il est élu député d'Indre-et-Loire le 6 octobre 1889. 
Il devient maire de Fondettes en 1892 et conseiller général d'Indre-et-Loire en 1898. Il n'obtient pas sa réélection à la Chambre en 1893, avec seulement 7 385 voix contre 10 918 portées à Jacques Drake del Castillo.
Il est délégué régional de la Société de secours aux blessés militaires (SSBM) de la 9e région militaire à partir de 1909.
Il est président de l'Automobile club de Touraine et président du Comité d'aviation de Touraine, organisateur de la Semaine d'aviation de Touraine en 1910.
Il était également propriétaire de l'hôtel du Saussay à Tours.
L'avenue Raoul-du-Saussay, à Fondettes, est baptisée en son honneur.
Il est le grand-père de Gonzague de Saint-Geniès.

## Distinctions
- Chevalier de la Légion d'honneur (1921)[2]
- Médaille commémorative de la guerre 1870–1871[3]
- Médaille de la Reconnaissance française[3]

### Sources
- « Louis-Virgile-Raoul du Saussay », dans le Dictionnaire des parlementaires français (1889-1940), sous la direction de Jean Jolly, PUF, 1960 [détail de l’édition]